# Ираёль
Ираёль (коми Йираёль) — посёлок в Сосногорском районе Республики Коми Российской Федерации. Входит в состав городского поселения Сосногорск.

## Климат
Климат характеризуется как континентальный. Средняя месячная температура самого холодного месяца — января — 16,5-18,0 °C. Средняя месячная температура самого тёплого месяца — июля +15,0-16,0 °C. Абсолютный максимум +35 °C. Продолжительность зимнего периода около 6 месяцев — с середины октября до середины апреля. Устойчивые морозы наступают в начале ноября и прекращаются в конце марта. Максимальная глубина сезонного промерзания грунта — 2 м. Устойчивый снежный покров образуется в последней декаде октября и держится до конца апреля.

## История
В 1958 году Ираёль получил статус посёлка городского типа. С 1992 года — снова сельский населённый пункт. До 11 мая 2012 года Ираёль был центром сельского поселения Ираёль. На территории поселка находилось два лесопромышленных хозяйства, которые занимались заготовкой и частичной переработкой древесины. Воронежский ЛПХ и Ираёльский ЛПХ.  Так же было паровозное депо, которое занималось консервацией  паровозов, как стратегически важного железнодорожного транспортного средства.  Железная дорога (МПС - Министерство путей сообщения СССР) постоянно оказывало внимание поселку. Строились, дома, поддерживалась инфраструктура поселка. Люди были обеспечены продовольствием, медицинскими услугами. На территории поселка была полноценная больница с стационаром, баня, пекарня, столовая, клуб, продовольственные магазины с широким ассортиментом. С развалом Союза в 1991 власти полностью оставили поселок без внимания. В настоящее время в поселке осталось мало населения, по причине скудных условий для нормального проживания. Работы практически нет. Люди уезжают в районные центры.
В 1984 в Ираёле произошла серия убийств, жертв находили в соседнем с железной дорогой лесу с отрубленными головами. По итогам расследования, убийца был приговорен к смертной казни. Данные события описаны в серии <<Страшные находки>> документального цикла Следствие Вели.

## Население
| 1959 | 1970 | 1979 | 1989 |
| ---- | ---- | ---- | ---- |
| 3593 | 1799 | 1597 | 1742 |

| 2002 | 2010 |
| ---- | ---- |
| 1093 | ↘750 |

## ФАП, библиотека.
На территории поселка располагается метеорологическая станция Ираёль (М-II Ираёль). Наблюдения за погодой здесь ведутся с 10 июля 1949 года. Высота метеоплощадки над уровнем моря составляет 156 метров. Станция расположена на водораздельной возвышенности рек Печора и её притока Ижма. Рельеф местности среднехолмистый с абсолютными отметками в радиусе до 10 км. — от 100 до 170 м. Район расположения станции входит в зону хвойных лесов. Почвы в окрестности станции — подзолистые суглинки. Наблюдения производятся в 8 синоптических сроков. Станция входит в состав опорной сети.

## Транспорт
В посёлке находится одноимённая железнодорожная станция на линии «Котлас — Воркута».
Остановка общественного транспорта «Ираёль» при въезде в посёлок.